# サイモン・マッコーキンデール
サイモン・マッコーキンデール（Simon MacCorkindale、1952年2月12日 - 2010年10月14日）は、イギリスの俳優。

## 出演作品
- クイーン・オブ・ソード　パイレーツ・フロム・イングランド
- ゴシップ・コラムニスト殺人事件
- デッドショット
- ラスト コップ　血塗られた狼
- バイオレットより愛をこめて
- ファルコンの秘宝/聖者の首
- ジョーズ3（フィリップ・フィッツロイス）
- マジック・クエスト/魔界の剣
- 謀略海域・北海の激闘
- 太陽のエトランゼ
- ナイル殺人事件 (1978年の映画)
- ジャガーノート
- メントーズ

## 脚本
- ホワイト・ローズ